# 체르노비츠키 에버
체르노비츠키 에버(헝가리어: Csernoviczki Éva, 1986년 10월 16일~)는 헝가리의 유도 선수이다. 2012년 하계 올림픽에서 여자 엑스트라라이트급 동메달을 획득하였으며, 세계 선수권 대회에서 동메달 1개를 획득했다. 그녀는 헝가리 여자 유도 선수로는 최초로 올림픽 메달을 획득했다.

## 개인사
아버지인 체르노비츠키 처버는 유도 지도자로 헝가리 대표팀을 지도했다.